# Panegyrtes davidsoni
Panegyrtes davidsoni är en skalbaggsart som beskrevs av Martins och Maria Helena M. Galileo 1998. Panegyrtes davidsoni ingår i släktet Panegyrtes och familjen långhorningar. Inga underarter finns listade i Catalogue of Life.